# 高松市立屋島小学校
高松市立屋島小学校（たかまつしりつ やしましょうがっこう）は、香川県高松市屋島西町にある公立小学校。通称は「屋小」（やっしょう）。

## 概要
高松市の東部、屋島地区のほぼ中央に位置する小学校である。

## 学校データ
- 児童数：680人（2009年度[1]）
- 児童愛称：

学校施設（2008年5月1日時点）
- 普通教室：30教室
- 特別教室：11教室
- 校舎面積：6723m2
- 体育館面積：1038m2

服装規定
- 制服：あり（通年必用）
- 防寒着：不明

## 歴史

### 年表
- 1887年（明治20年）4月1日 - 屋由小学校を西潟元村尋常小学校と改称し、西潟元簡易小学校、屋島簡易小学校、浦生簡易小学校を設置。
- 1891年（明治24年）4月1日 - 西潟元簡易小学校を廃し、尋常小学校とする。
- 1892年（明治25年）4月1日 - 屋島小学校、浦生小学校を廃し、各尋常小学校とする。
- 1907年（明治40年）4月1日 - 高等科を設置し、潟元尋常高等小学校に改称。
- 1908年（明治41年）4月1日 - 西潟元尋常高等小学校・屋島尋常小学校・浦生尋常小学校を合併し、潟元尋常高等小学校となり、屋島（現・高松市立屋島東小学校）、浦生に分教場を置く。校章制定。
- 1920年（大正9年）2月 - 屋島尋常高等小学校に改称。
- 1940年（昭和15年）2月11日 - 屋島町の高松市合併に伴い高松市立屋島尋常高等小学校に改称。
- 1941年（昭和16年）4月1日 - 高松市立屋島国民学校に改称。
- 1947年（昭和22年）4月1日 - 高松市立屋島小学校に改称。
- 1961年（昭和36年）2月 - 校歌制定。
- 1962年（昭和37年）3月30日 - 浦生分校を廃し、本校に統合する。
- 1969年（昭和44年）8月 - プール設置。
- 1981年（昭和56年）4月1日 - 屋島分校（現・屋島東小）新校舎に移転。1～5年を収容。
- 1982年（昭和57年）4月1日 - 屋島分校が、高松市立屋島東小学校として本校から独立。
- 1983年（昭和58年）4月1日 - 校区内に高松市立屋島西小学校新設。校区指定変更により本校から分割。

## 出身者
- 塹江敦哉　プロ野球選手

### 全校児童数の推移
屋島小学校の児童数は年々減少している。
- 1999年度：784人
- 2000年度：716人（-68人）
- 2001年度：719人（+3人）
- 2002年度：701人（-18人）
- 2003年度：701人（0人）
- 2004年度：693人（-8人）
- 2005年度：702人（+9人）
- 2006年度：720人（+18人）
- 2007年度：688人（-32人）
- 2008年度：682人（-6人）
- 2009年度：680人（-2人）

## 学校経営方針
- 子どもたちが　力を十分に発揮する学校に
- 教える教育から　学び合いのある教育に
- みんなで支え合い　認め合う学級に
- 子どもたちと　ともに創る学習に

## 教育目標
21世紀の国際社会に生きる　心豊かでたくましい子どもの育成

## 通学区域
通学区域は高松市屋島地区の一部。屋島地区のうち残る屋島西町と屋島東町の各一部はかつて当小学校の校区であったが1982年に屋島東小へ、1983年に屋島西小へそれぞれ分離されている。
- 高松市
  - 屋島中町
  - 屋島東町（屋島東小学校区を除く）
  - 屋島西町（屋島西小学校区を除く）

## 進学先中学校
- 高松市立屋島中学校

## 校区内の主な施設
- 屋島
- 国道11号高松北バイパス
- ことでん志度線潟元駅・琴電屋島駅
- 高松市屋島出張所
- 高松市屋島競技場
- 四国村
- 遍照院
- 屋島総合病院
- パワーシティ屋島

## 交通
- ことでん志度線潟元駅より徒歩14分（0.7km）